# Trachymene dendrothrix
Trachymene dendrothrix är en flockblommig växtart som beskrevs av Maconochie. Trachymene dendrothrix ingår i släktet Trachymene och familjen flockblommiga växter. Inga underarter finns listade i Catalogue of Life.